# 선학동
선학동(仙鶴洞)은 대한민국 인천광역시 연수구에 있는 행정동, 법정동이다. 남동공업단지 배후지역 및 자연공원 조성 예정 지역으로, 그린벨트와 화훼단지를 포함하고 있는 도시근교 복합영농 지역이다.

## 개요
선학동은 본래 인천부 구읍면 지역으로 도재 또는 도장이라 하였는데, 1914년 일제의 행정구역 개편에 따라 무지물, 늑각부리를 병합하여 ‘도장리’라 하고 부천군 문학면에 편입시켰다가 1940년 4월 1일 제2차 인천부 확장때 다시 인천부에 편입하여 일본식으로 무학정이라 하였는데 해방후 동명개정으로 1946년 1월 1일부터 선학동이 되었다. 지하철은 인천지하철 1호선 선학역에 위치해 있다. 

## 아파트
| 단지명    | 건설사         | 시행사                  | 주소             | 입주       | 비고 |
| --------- | -------------- | ----------------------- | ---------------- | ---------- | ---- |
| 선학 시영 | 한보철강공업㈜ | 인천직할시 종합건설본부 | 연수구 선학로 14 | 1993년 6월 |      |

## 교육
- 선학중학교
- 선학초등학교

## 사진

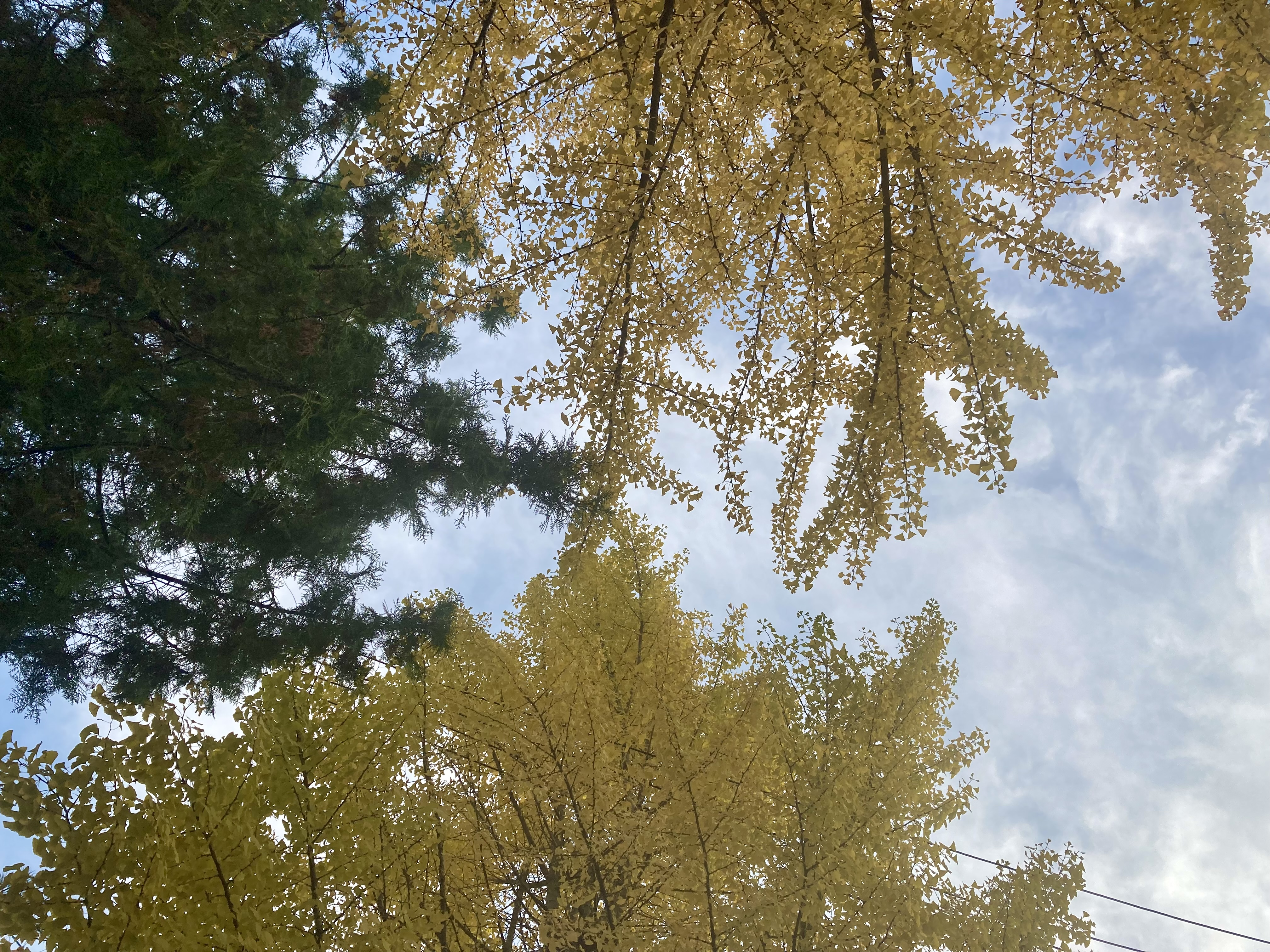
선학동 행정복지센터 은행나무
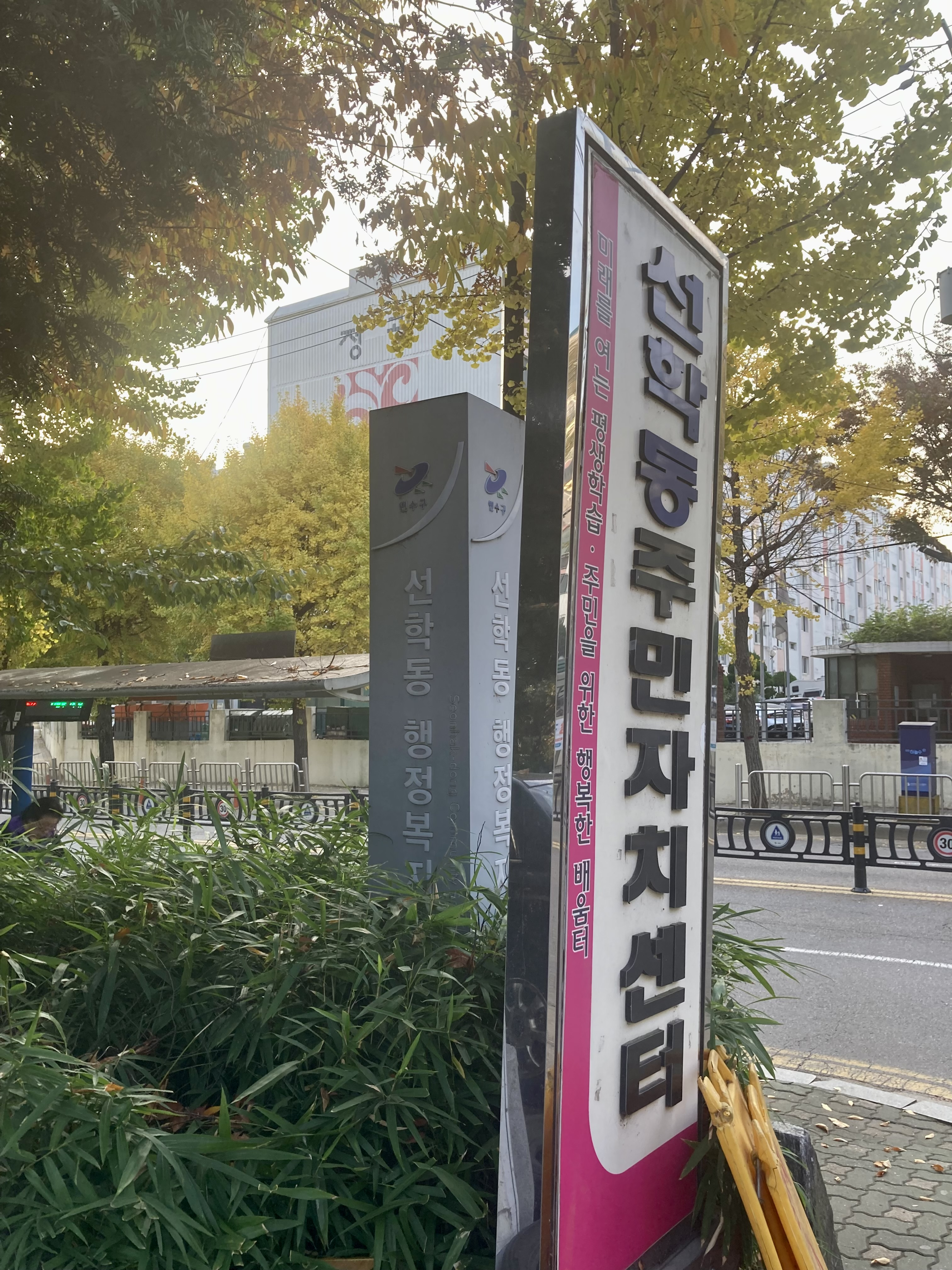
주민자치센터 표지판
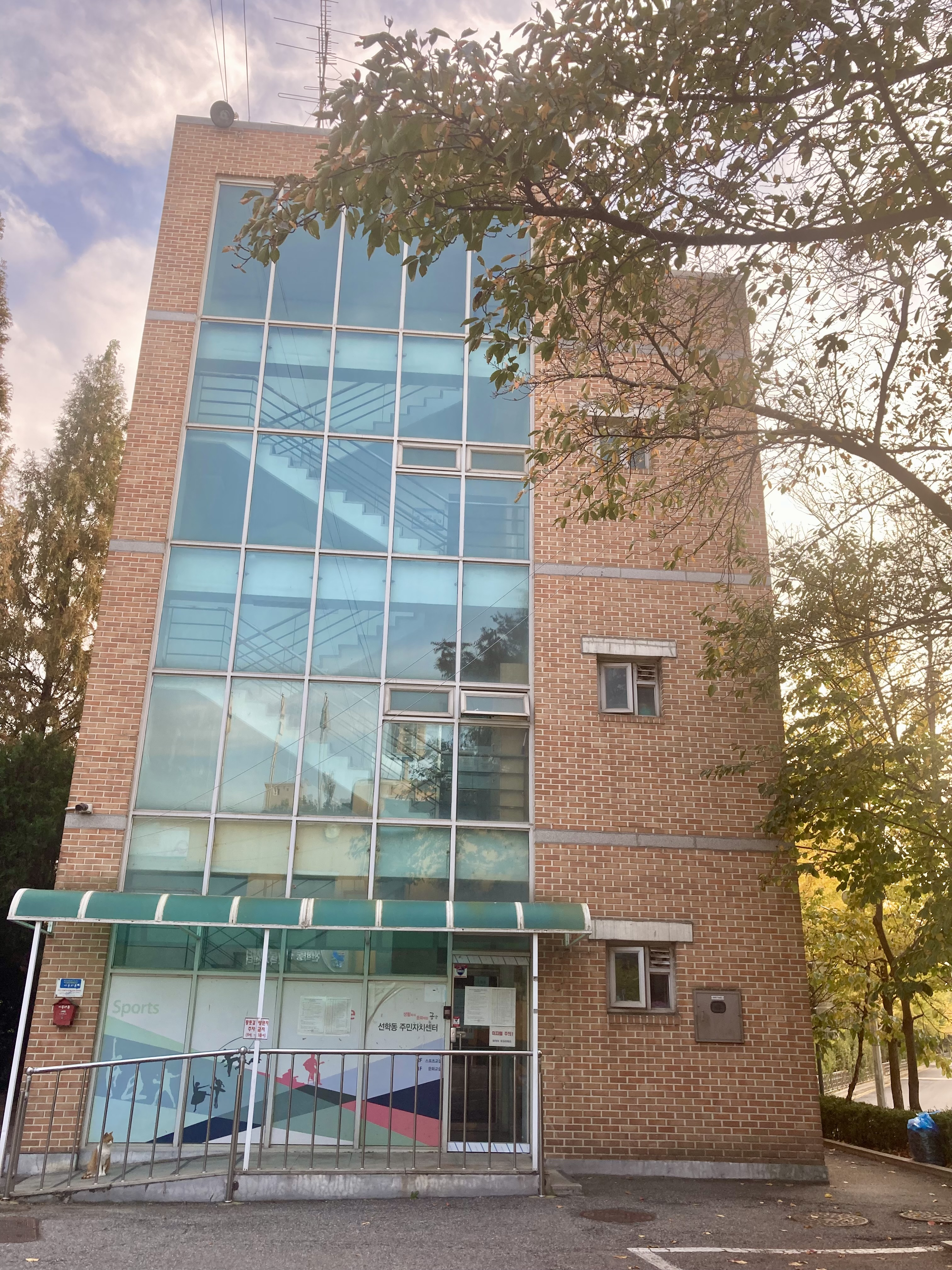
주민자치센터
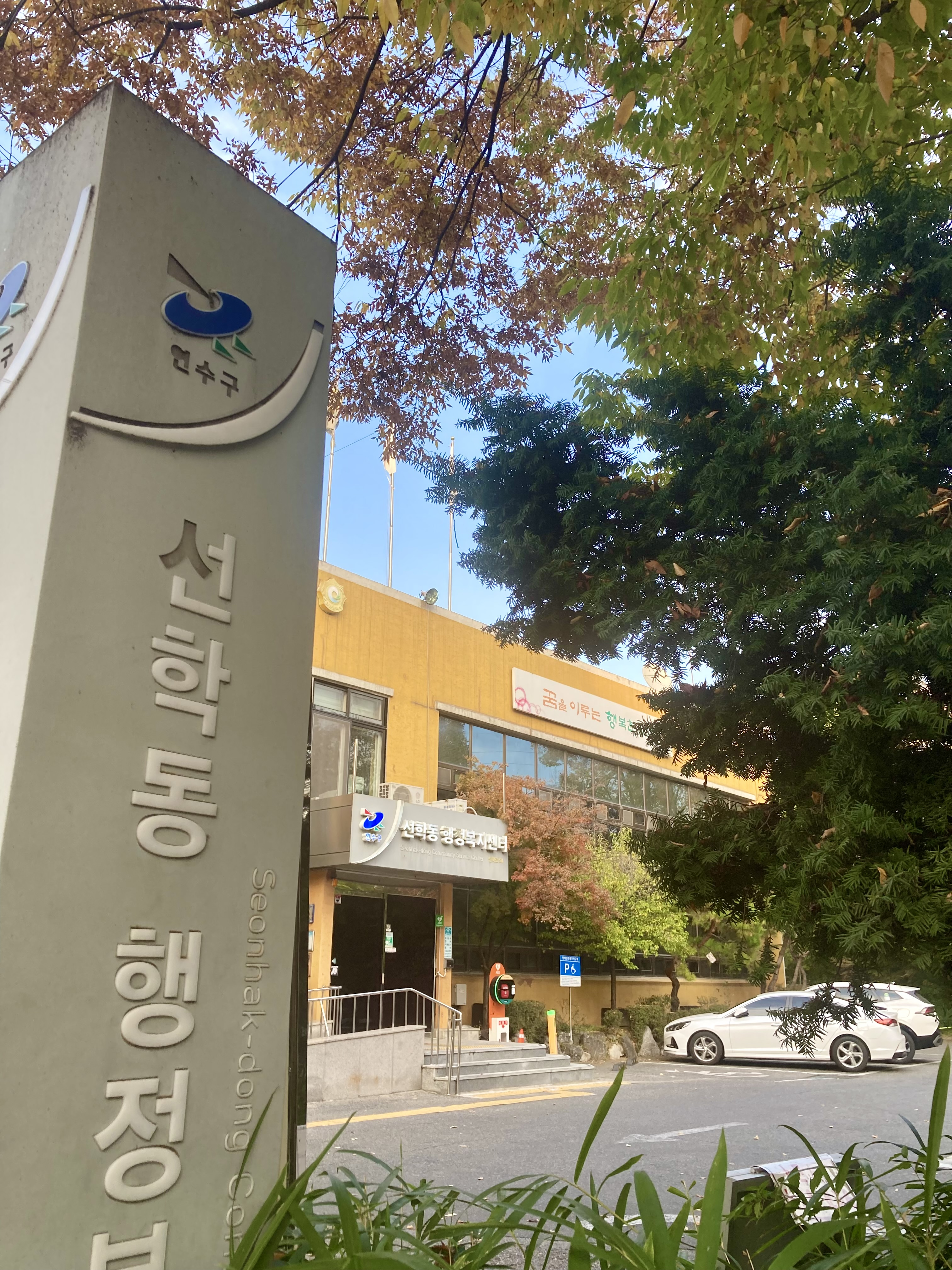
행정복지센터 표지판
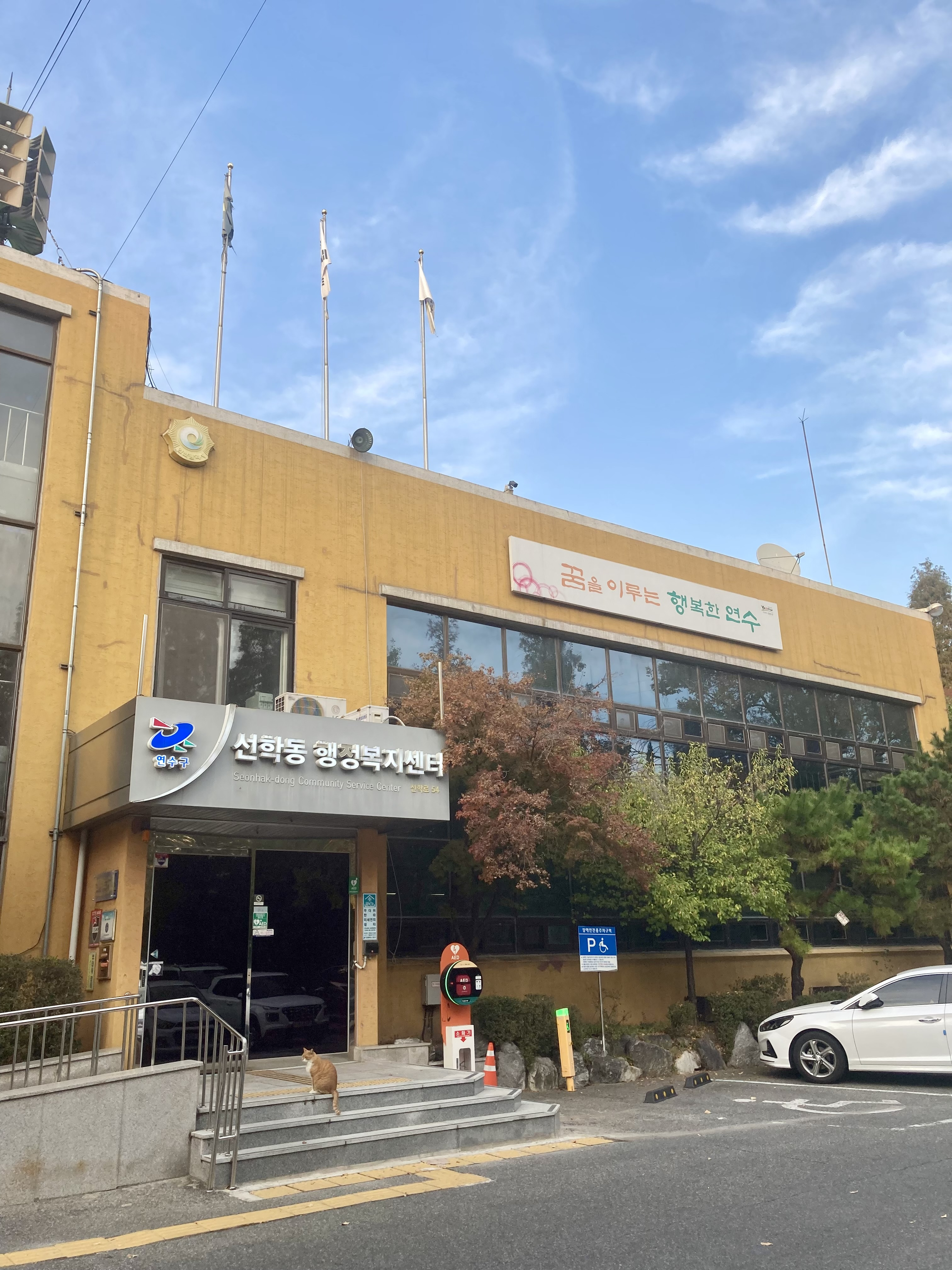
행정복지센터 가을전경
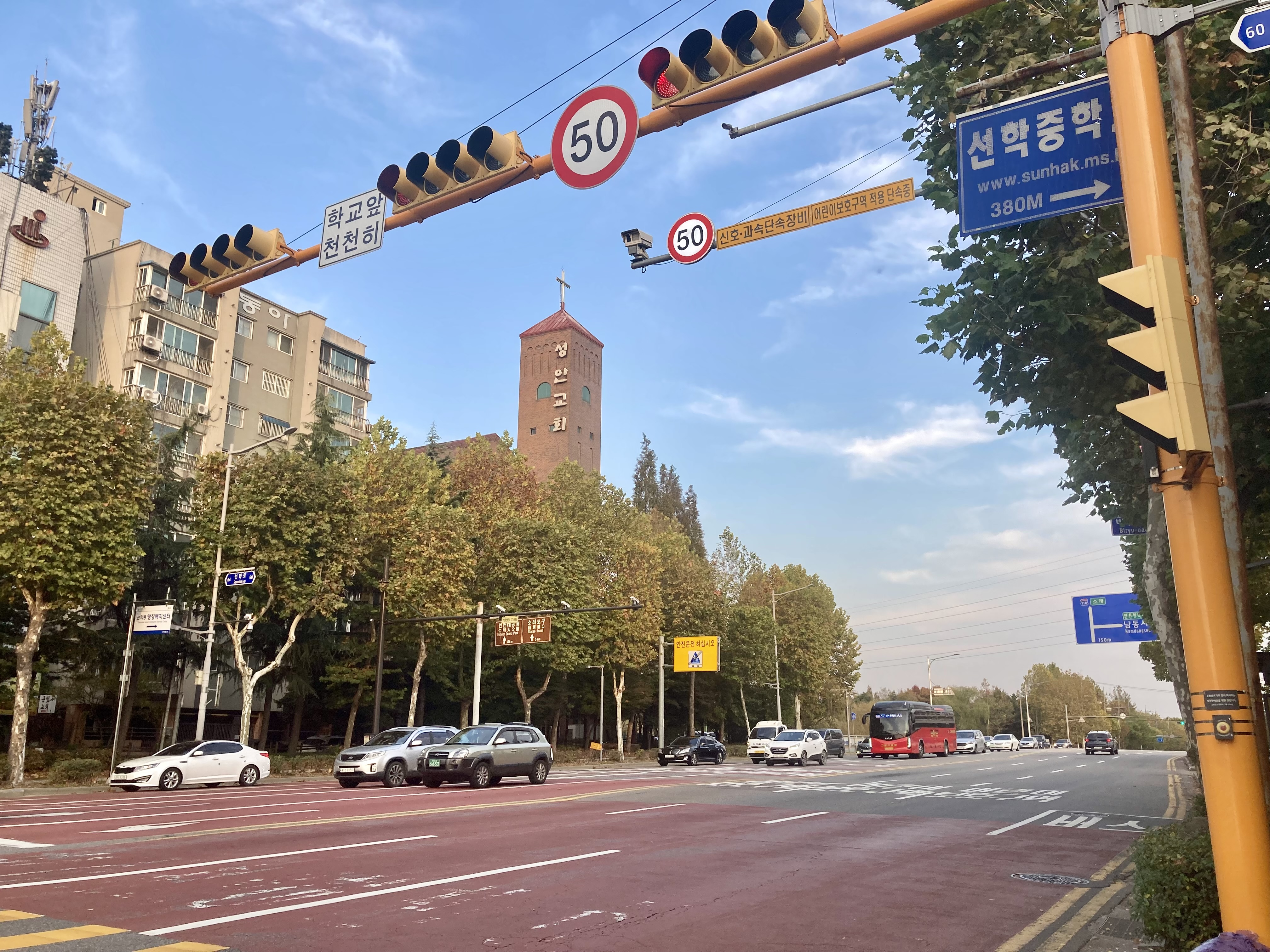
행정복지센터 인근 비류대로
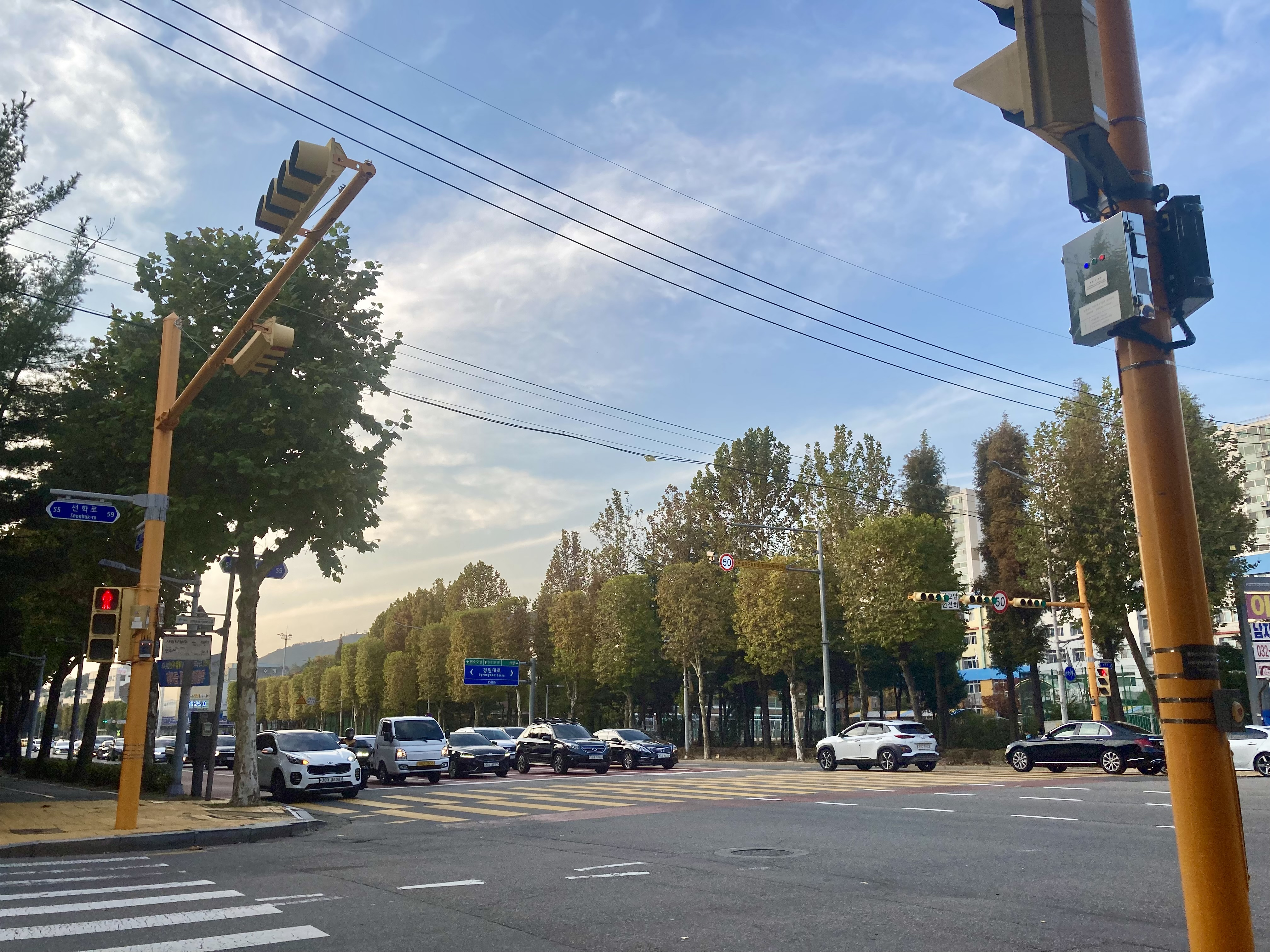
행정복지센터 인근 비류대로
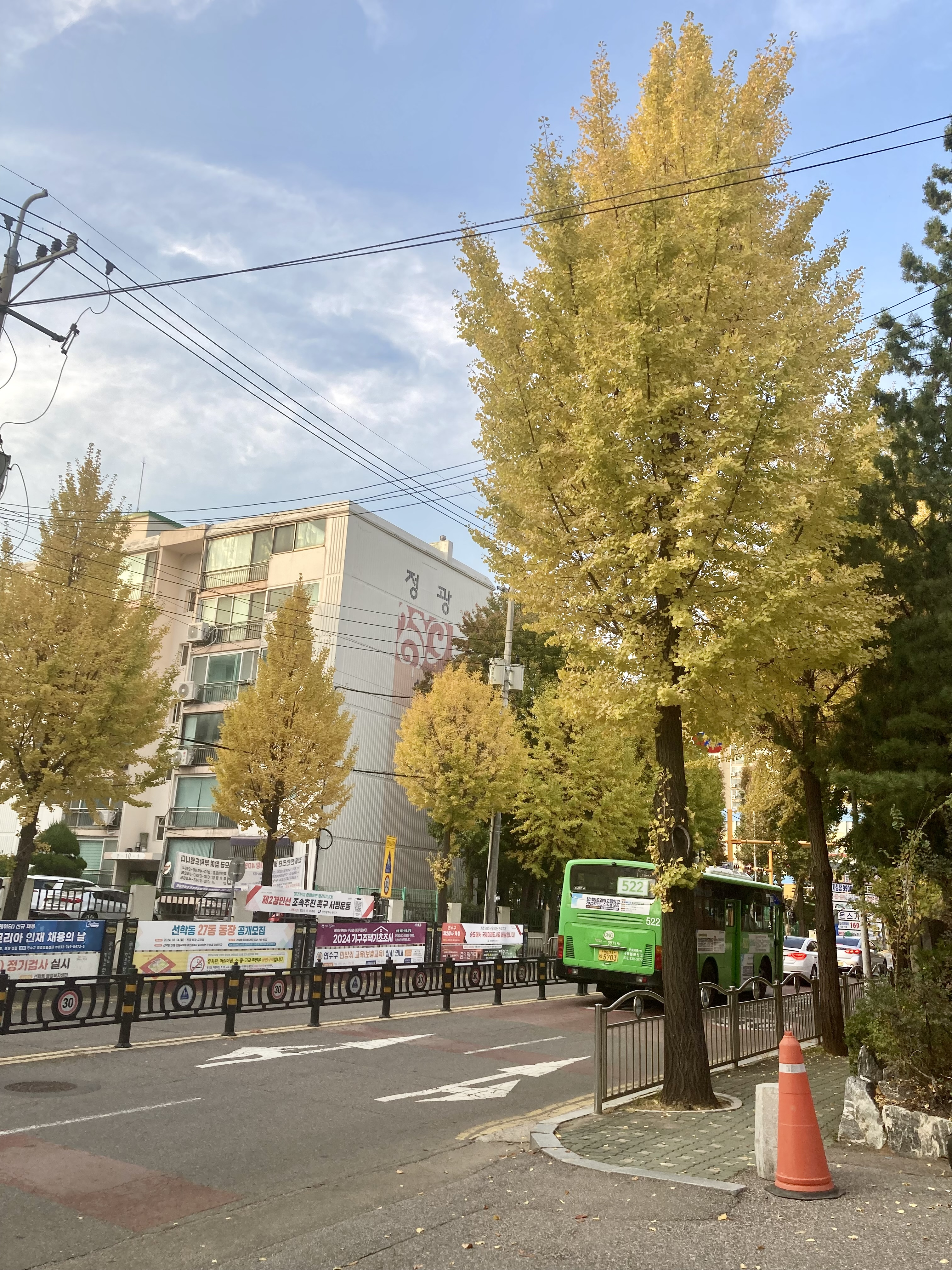
행정복지센터 앞 가을풍경
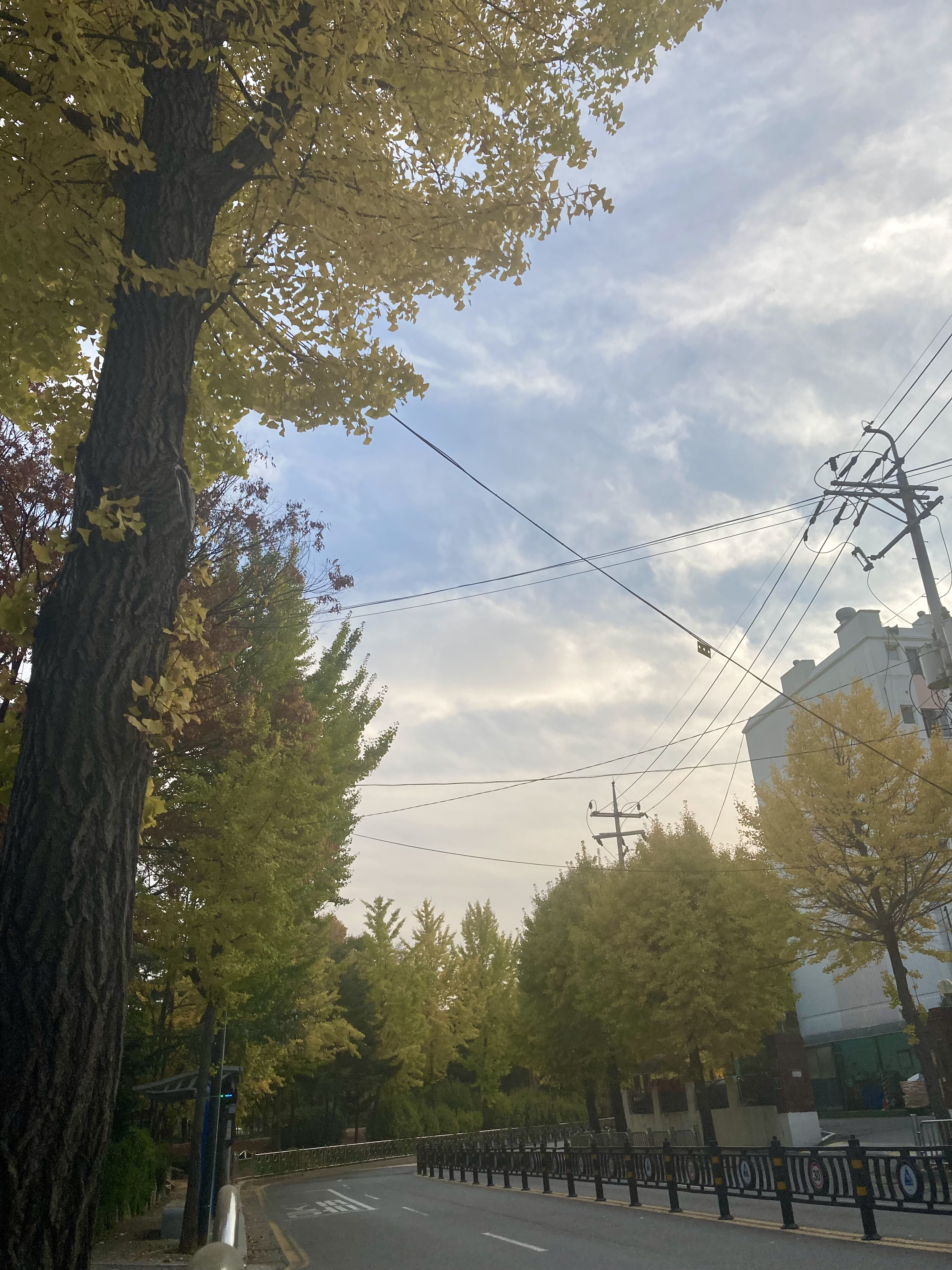
행정복지센터 앞 가을풍경